# Koledinec
Koledinec falu Horvátországban Kapronca-Kőrös megyében. Közigazgatásilag Apajkeresztúrhoz tartozik.

## Fekvése
Kaproncától 10 km-re északnyugatra, községközpontjától 8 km-re északkeletre, a Drávamenti-síkságon fekszik.

## Története
1857-ben 279, 1910-ben 372 lakosa volt. A trianoni békeszerződésig Varasd vármegye Ludbregi járásához tartozott. 2001-ben 220 lakosa volt.

## Külső hivatkozások
Rasinja község hivatalos oldala